# Stella Huselius
Stella Huselius, född 22 juli 2004, är en svensk handbollsspelare som spelar för IK Sävehof. Hon är högerhänt och spelar som vänstersexa.
Hon deltog i U17-EM 2021, och U18-VM 2022. Vid U18-VM 2022 blev hon uttagen till All-Star Team.

## Meriter
- Svensk mästare 2022 och 2023 med IK Sävehof
- Svensk cupmästare 2023 och 2024 med IK Sävehof

Individuella utmärkelser
- All-Star Team som bästa vänstersexa vid U18-VM 2022